# 唐统一
唐统一（1917年—2013年9月5日），男，祖籍广东香山，生于北京，中国仪器仪表和计量测试专家，曾任清华大学教授，中国仪器仪表学会副理事长。

## 家族
父亲唐悦良。儿子唐虔。女婿李小鹏（原国务院总理李鹏之子）。
- 唐绍仪（1860-1938）：留美幼童（1874-1881），国民政府第一任总理。
- 唐国安（1860-1913）：留美幼童（1873-1881），清华大学第一任校长。
- 唐悦良（1888-1956）：唐绍仪之侄，1909年第一届清华庚款留美学生，耶鲁大学本科、普林斯顿大学硕士、国民政府外交部代理部长、常任次长。
- 李淑诚（1889-1970）：唐悦良夫人，冯玉祥妻姊。
- 唐统一（1917-）：唐悦良长子，西南联大、伦敦大学毕业，清华大学电机系教授。
- 唐虔（1950-）：唐统一长子，清华附小、清华附中学生，加拿大温莎大学博士，联合国教科文组织教育助理总干事。
- 唐纹（1959-）：唐统一之女，清华附小、清华附中学生，清华大学电机系毕业, 李鹏儿媳。
- 唐宛枫（1984-）：唐虔之女，清华附小学生，加拿大麦吉尔大学本科，北京外国语大学硕士。